# Sara Teitelbaum
Sara Teitelbaum (ur. 20 lipca 1910 w Tapie, zm. 7 czerwca 1941 w Tallinnie) – estońska lekkoatletka, koszykarka i siatkarka.
Siedemnastokrotna mistrzyni Estonii w lekkoatletyce w: biegu na 100 metrów (1927, 1928, 1929, 1930 i 1931), biegu na 400 metrów (1929 i 1930), skoku w dal (1929, 1930 i 1931), pchnięciu kulą (1929 i 1930), rzucie dyskiem (1928, 1929 i 1930), rzucie oszczepem (1929) i sztafecie 4 × 100 metrów (1930). Stawała także na podium mistrzostw kraju w biegu na 800 metrów i skoku wzwyż. Łącznie zdobyła 32 medale lekkoatletycznych mistrzostw Estonii (31 w konkurencjach indywidualnych).
Szósta zawodniczka światowych igrzysk kobiet (1930) w trójboju lekkoatletycznym (bieg na 100 metrów, skok w dal oraz rzut oszczepem).
28 razy poprawiała rekordy kraju: na 60 metrów 7,9; na 100 metrów do 12,8; na 200 metrów do 26,6; na 400 metrów do 1:01,8; na 800 metrów do 2:30,6; w skoku w dal do 5,42; w pchnięciu kulą do 10,98; w rzucie dyskiem do 27,99, w rzucie oszczepem 35,94 oraz w sztafecie 4 × 100 metrów.
Czterokrotna mistrzyni Estonii w siatkówce (jako zawodniczka Tallinna Makkabi, 1928 oraz jako zawodniczka Tallinna Kalev, 1930–1932).
Sześciokrotna mistrzyni Estonii w siatkówce (jako zawodniczka Tallinna Kalev, 1930–1935).
Jej brat Rubin uprawiał podnoszenie ciężarów.
Zmarła na gruźlicę.